# Casa de la Sirena
La casa de la Sirena, de la Serena o la Sireneta és una alqueria situada a Benifaraig (pedania de València), però dins del terme municipal d'Alfara del Patriarca (Horta Nord). També és coneguda pel nom de les famílies valencianes propietàries del conjunt: els Ferragud, Pallarés, Alegret i Perelló.
Es tracta d'un palau rural que acomplí la doble funció d'alqueria i vila d'oci senyorial, del segle xvi. Consta d'un hort rodejat amb un mur de pedra, conjunt que ha estat declarat Bé d'Interés Cultural el 2004.

## Història
El nom de la Sirena ve de l'escut de marbre que coronava la porta principal de la casa, on l'emblema apareixia rodejat per una serp amb un cap femení que recorda aquesta figura mitològica, a l'estil de l'escut dels Corella que es troba al palau de Cocentaina. Al mateix escut, s'inscriu la possible data de construcció del monument: 1553. Encara que possiblement ja existiria abans un edifici preexistent, datat de 1414. Durant el segle xviii, la casa pateix una altra intervenció producte de la qual són els grans buits que s'obren a la façana principal i interior, cegant d'altres i col·locant sobre la torre una coberta apuntada a quatre aigües.

## Descripció

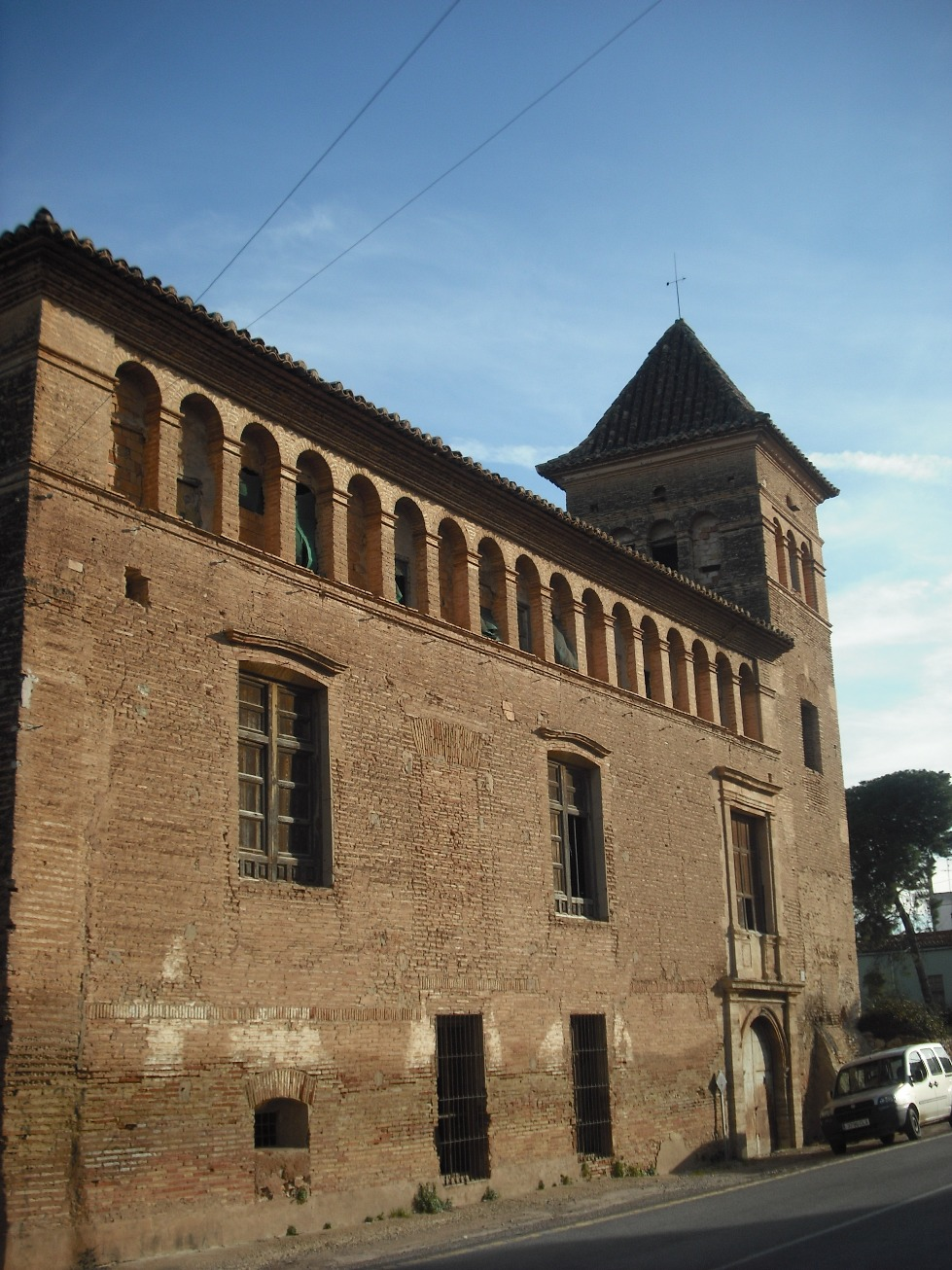
Casa de la Sirena vista des del nord

L'edifici, de caràcter senyorial d'època medieval, en què es barregen elements arquitectònics del barroc i el Renaixement de gran valor, constitueix un dels pocs exemples d'arquitectura palatina del segle xvi en aquest mitjà, en què s'han abandonat les antigues maneres, i apareixen nous esquemes en planta, nous temes de composició i fàbriques rejovenides pel manierisme i les tècniques depurades de la seua construcció, tot aquests al costat d'elements classicistes.
L'edifici principal té l'aspecte d'una casa compacta, amb una torre mirador i un hort adjunt, amb murs de càrrega paral·lels a la façana, esquema innovador a les alqueries i palaus de l'època. La torre se situa en un lateral i és l'element característic de l'edifici, rematada amb teula blava a quatre aigües i allotja una escala que comunica les dues plantes del monument. El seu cos s'eleva fins a aconseguir obrir els buits en totes les façanes. Una coberta, amb influència flamenca, remata la torre i la prolonga verticalment insistint en la seua esveltesa. Una galeria remata les fàbriques llises i serveix de suport a un aler potent que en limita el volum. També destaquen la portada i finestrals de carreu o les galeries d'arquets que coronen la façana principal.
La planimetria de l'edifici principal es compon d'una doble crugia en dues de les bandes del pati, amb dos cossos d'edificació en profunditat construïts per murs de càrrega paral·lels a la façana. L'accés és lateral en planta i obliga a canviar l'orientació de les línies de càrrega que se situen normals al pas. Un cop a l'interior, s'accedeix a l'habitatge principal, a la planta primera, per una porta a la base de la torre que dona accés a l'escala.
L'esquema arquitectònic és més complex que les alqueries senyorials precedents, de tradició medieval. El pati no és solament l'espai d'accés, treballs i relació, com en una alqueria gòtica, ni tampoc el nucli articulador i de transició entre el carrer i la casa del palau gòtic, n'és l'una cosa i l'altra al mateix temps.
Aquest edifici de propietat particular està abandonat. És situat al costat del camí de Montcada i en un entorn rural que el converteix en un dels edificis més nobles i més valuosos de l'Horta Nord. La Direcció general de Patrimoni de la Conselleria de Cultura va realitzar-ne obres de consolidació en els anys 1989-1990.